# Tribopertha colonnellii
Tribopertha colonnellii är en skalbaggsart som beskrevs av Piatella och Guido Sabatinelli 1992. Tribopertha colonnellii ingår i släktet Tribopertha och familjen Rutelidae. Inga underarter finns listade i Catalogue of Life.